# プリムローズ国際ヴィオラコンクール
プリムローズ国際ヴィオラコンクール (Primrose International Viola Competition)は世界でも珍しいヴィオラ独奏者のためのコンクールである。ウィリアム・プリムローズを称えて1986年から開催されているのでこの名がつけられている。

## 概要
アメリカ・ヴィオラ協会が主催しているため、布教目的のために開催場所はかつて毎回変更されていた。前身がPrimrose Memorial Scholarship Competitionであったため、10回終えた後、新たにPrimrose International Viola Competitionとしてリナンバリングが行われた。次回は2027年に行われる予定である。現在はカリフォルニアで行われている。
ジュニア部門も併設されている。

## 過去の優勝者
- 2024 Emad Zolfaghari
- 2021 Natalie Loughran
- 2018 Hae-Sue Lee
- 2015 Zhanbo Zheng
- 2011 Ayane Kozasa
- 2008 Dimitri Murrath
- 2005 Jennifer Stumm
- 2003 Che-Yen (Brian) Chen
- 2001 Antoine Tamestit
- 1999 Lawrence Power
- 1997 Christina Castelli
- 1995 Catherine Basrak
- 1993 Nokuthula Ngwenyama
- 1991 Kirsten Docter
- 1989 Daniel Foster
- 1987 Lynne Richburg
- 1979 Geraldine Walther